# Acaena magellanica
Acaena magellanica is een plant uit de rozenfamilie (Rosaceae). De soortaanduiding magellanica verwijst naar de Straat Magellaan, de locatie waar de soort ontdekt is. De soort komt voor in de zuidelijke punt van Zuid-Amerika en op enkele Sub-Antarctische eilanden.